# Stanton (Míchigan)
Stanton es una ciudad ubicada en el condado de Montcalm en el estado estadounidense de Míchigan. Es sede del condado de Montcalm. En el Censo de 2010 tenía una población de 1417 habitantes y una densidad poblacional de 254,59 personas por km².

## Geografía
Stanton se encuentra ubicada en las coordenadas 43°17′35″N 85°4′47″O / 43.29306, -85.07972. Según la Oficina del Censo de los Estados Unidos, Stanton tiene una superficie total de 5.57 km², de la cual 5.56 km² corresponden a tierra firme y (0.19%) 0.01 km² es agua.

## Demografía
Según el censo de 2010, había 1417 personas residiendo en Stanton. La densidad de población era de 254,59 hab./km². De los 1417 habitantes, Stanton estaba compuesto por el 93.79% blancos, el 1.83% eran afroamericanos, el 0.71% eran amerindios, el 0.21% eran asiáticos, el 0% eran isleños del Pacífico, el 1.76% eran de otras razas y el 1.69% pertenecían a dos o más razas. Del total de la población el 5.86% eran hispanos o latinos de cualquier raza.